# Автошлях Сукхумвіт
Автошлях Сукхумвіт (тай. ถนนสุขุมวิท, RTGS: Танон Сукхумвіт, pronounced [tʰā.nǒn sùʔ.kʰǔm.wít]), або шосе 3 (тай. ทางหลวงแผ่นดินหมายเลข 3), є головною дорогою в Таїланді, а також основною наземною дорогою Бангкока та інших міст. Вона слідує прибережним маршрутом від Бангкока до району Клонг Яй, кордону Трат і Кох Конг, Камбоджа.
Автошлях Сукхумвіт названо на честь п'ятого керівника Департаменту автомобільних доріг Пхра Бісал Сукхумвіта. Це одна з чотирьох основних автомагістралей Таїланду, поряд з Автошляхом Фахонйотхін (шосе 1), Автошляхом Міттрапхап (шосе 2) і Автошляхом Пхет Касем (шосе 4).

## Маршрут
Автошлях Сукхумвіт починається в Бангкоку як продовження доріг Рама I та Флоен Чіт, які проходять через район Патхум Ван. Починаючи з місця, де стикаються межі районів Клонг Тоей, Патхум Ван і Ваттхана, він проходить по всій довжині кордону між Клонг Тоей і Ваттхана, потім проходить через райони Пхра Ханонг і Банг На .
Потім він перетинає кордон між Бангкоком і провінцією Самутпракан, а потім продовжує рух на схід через провінцію Чонбурі, на південь через провінцію Чонбурі, огинаючи масив Кхао Кхіао, на схід через провінцію Районг, на південний схід через провінцію Чантабурі та закінчується в селі Бан Хат Лек у провінції Трат.

## Бангкок та інші частини

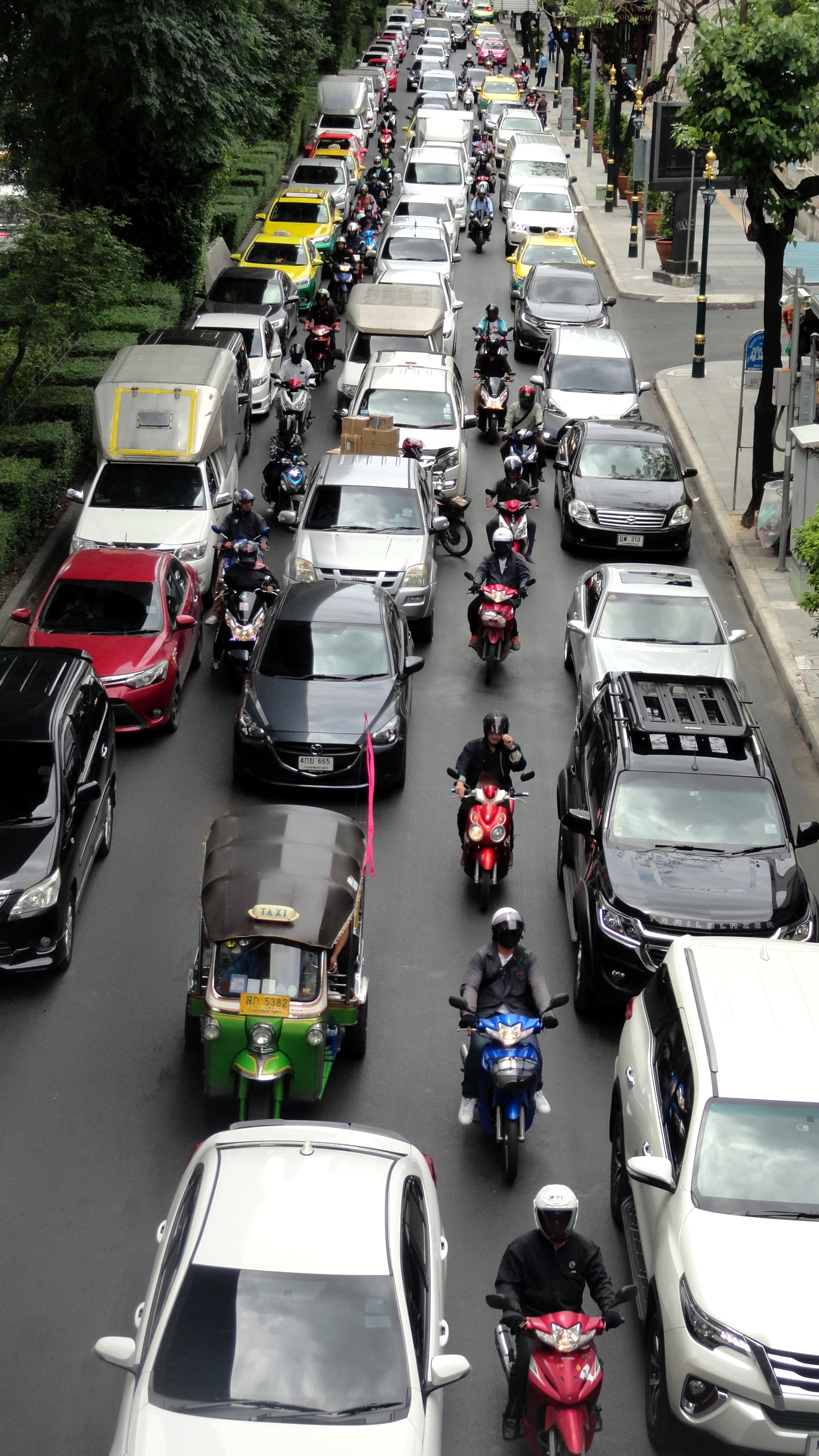
Дорога у Бангкоку

У столиці Сукхумвіт-роуд є головною комерційною вулицею, і на цій ділянці часто бувають затори навіть пізно ввечері чи рано вранці. Швидкісна автомагістраль Chalerm Mahanakhon має виїзд на Soi 1. Дорога Ратчадафісек перетинає Сукхумвіт на перехресті Асок (Асоке).
До району Сукхумвіт у Бангкоку легко дістатися на лінії Скайтрейн Сукхумвит, яка пролягає від Кху Хот у Лам Лук Ка, Патхум Тані через розв'язку Сілом у Сіамі до Кхехи в центрі Самутпракану. Станція MRT Sukhumvit переходить у станцію Skytrain в Асок.